# Godofre de Navarra
Godofre de Navarra (1394-1428) fue un hijo natural del monarca navarro Carlos III y con una dama de inferior condición social llamada Teresa.  Fue ricohombre, conde de Cortes y mariscal de Navarra. Tuvo otros hermanastros también bastardos, como Lancelot de Navarra, mayor que él y nacido en 1386.

## Biografía
Godofre pudo nacer en 1394, antes del 15 de junio, ya que en esa fecha hay orden de Carlos III de atender el gasto de 10 libras y 14 sueldos para "vestir a Godofre". Consta también que tuvo, entre 1394-1396, a Margarita de Urroz como persona a la que se había confiado su guarda, siendo Diego de Barásoain su nodrizo. Se educa en el Estudio de Gramática de Pamplona que dirigía Pedro Périz de Arreche recibiendo lecciones de Pedro de Lizaondo. Junto al bastardo estudian Tristán y Machín, hijos naturales también de, respectivamente, el alférez del reino Carlos de Beaumont y de Pierres de Peralta.
En junio de 1406 su padre decide que, al contrario que su hermanastro, Lancelot, bastardo asimismo del rey destinado a la Iglesia, que Godofredo «qui ante estaua a l'escolla a Pomplona, sya seglar». Es decir, se orientara a Godofre para servir a su padre y señor natural en funciones político-militares, nombrándole un hostal dotada de 700 libras anuales administrada por Juan Martínez de Eusa, llamado "Chamberlenc" y nombrando capellán al abad de Zuasti, Sancho.
En 1410 es destinado para la primera misión de relieve. Fallecido el rey de Aragón Martín el Humano sin descendencia y elegido en el Compromiso de Caspe como nuevo rey Fernando de Antequera, el conde de Urgel, que también era candidato, no acata la elección. Carlos III envía a su hijo en apoyo del nuevo rey para luchar contra él que se había hecho fuerte en el castillo de Balaguer.  
En 1412, a la muerte de Martín Enríquez de Lacarra, es armado caballero y nombrado mariscal del reino. Su primera intervención con este título será la expedición en apoyo de Carlos VI de Francia en el Languedoc, a donde acude con 200 soldados y 200 ballesteros.
En junio de 1413 le concedió, entre otros bienes, las rentas de Atondo y del valle de Arce. Le hizo donación perpetua también de todos los tributos, censos, rentas y heredades del lugar de Buñuel, la renta llamada "cena del rey" de Ribaforada. 
A principios de 1414 el rey le concede la villa de Cortes, con el título de conde, así como el lugar de Cárcar. Al frente de la representación real de Navarra, acude a Zaragoza, a la coronación del de Antequera como Fernando I de Aragón. Le acompañaban Arnaut de Luxa, Juan de Echáuz, vizconde de Baiguer, Oger de Mauleón, Guillén Arnaut de Santa María, Beltrán y Juan de Ezpeleta, Martín Enríquez de Lacarra, merino de la Ribera, y Pierres de Vergara, maestrehostal del rey.
En 1415 encontramos a Godofre en el Bearne, ayudando al conde de Foix en su lucha con el de Armagnac. Poco después contrae matrimonio con Teresa Ramírez de Arellano, hija del ricohombre Carlos Ramírez de Arellano, ahijado de Carlos II de Navarra, y Constanza de Sarmiento. Con este matrimonio todos los lugares, villas y castillos, así como heredades, derechos y rentas que su padre tenía en el reino de Navarra pasaban a estar en manos de los condes de Cortes. Carlos III le dona las pechas de los concejos de Sorlada, Burguillo, Asarta, Acedo, Villamera, Allin y San Esteban, así como de Irujo, la pecha "ordinaria" de Caparroso, la de la aljama de los moros de Tudela, las de Cáseda y Gallipienzo. De este matrimonio tuvieron una hija, Blanca de Navarra que casaría con Pedro de Mendoza, el Fuerte, cuarto señor de Almazán, Monteagudo y Cascante, Guarda mayor del rey Enrique IV.
En 1416 Carlos III le dona el castillo de Cascante.
Al parecer cayó en desgracia ante Juan II por no apoyar su política castellana, siendo la razón por lo que se desnaturalizó del reino y en 1428 le fueron confiscados sus bienes. Sin embargo, su mujer pudo permanecer en Navarra y conservar el título condal. Su hijo, Carlos de Cortes, se alineó luego frente al monarca en el bando favorable al príncipe Carlos de Viana, a quien la reina Blanca II de Navarra había recomendado en su testamento la reparación del castigo inferido a Godofre.

Según Yanguas y Miranda:
«Tuvo Mosén Godofre una hija que parece murió en Navarra en 1442 porque el príncipe de Viana mandaba, en este año, que se pagase el gasto de hacer 'las honores et enterrorio de la fija de nuestro amado tío Mosen Godofre de Navarra, por tiempo conte de Cortes'. También parece que tuvo un hijo llamado Carlos de Cortes; porque el mismo Príncipe de Viana decía en 1459 que tres años antes había vendido a su 'primo Charles de Cortes' el molino y hornos de Huarte-Araquil».